# Emmanuel Moire
Emmanuel Moire (ur. 16 czerwca 1979 w Le Mans) – francuski piosenkarz, kompozytor, autor tekstów piosenek i aktor.

## Życiorys

### Wczesne lata
Urodził się jako starszy o 10 minut jeden z bliźniaków, synów handlarza antyków Denisa Moire i sekretarki Claudine (z domu Cailloux). Wychowywał się w Conlie wraz z bratem-bliźniakiem Nicolasem. Kiedy mieli po 11 lat, ich rodzice się rozwiedli.
Jako nastolatek uczęszczał na lekcje gry na pianinie i śpiewu klasycznego. Brał udział w stażach na autora-kompozytora-wykonawcę. Po maturze, studiował geografię w Le Mans. W 2000, mając 21 lat został wybrany na warsztaty wokalne w Astaffort pod kierunkiem Francisa Cabrela jako autor tekstów piosenek, kompozytor i wykonawca. Tam spotkał muzyka Yanna Guillona.

### Kariera
W 2004 został wybrany do roli Ludwika XIV w musicalu Le Roi Soleil, który miał swoją premierę 22 września 2005 na scenie Palais des Sports w Paryżu. Pod koniec stycznia 2006 rozpoczął ze spektaklem trasę objazdową po Francji. 
W tym samym czasie zaczął tworzyć materiał na swój pierwszy solowy album studyjny. Wziął również udział w nagraniu piosenki „L’or de nos vies”, promującej akcję Fight AIDS Monaco. 22 września 2006 na kilka miesięcy wrócił na scenę Palais des Sports, by następnie znowu wyruszyć na trasę koncertową po kraju z orkiestrą. 13 listopada wydał swój solowy album, zatytułowany (Là) où je pars, który sprzedał się w nakładzie ponad 125 tys. egzemplarzy. W czerwcu 2007 odbył cztery solowe koncerty, a w lipcu zagrał pięć ostatnich przedstawień musicalu Le Roi Soleil w Bercy. 1 września 2007 z piosenką „Ça me fait du bien” zajął pierwsze miejsce w konkursie wśród wykonawców międzynarodowych w walce o Słowika Publiczności podczas Sopot Festival 2007. Od końca października 2007 do kwietnia 2008 odbywał trasę koncertową promującą album (Là) où je pars. Płytę promował również singlami: „La ou je pars” i „Si c’etait ca la vie” (w wersji koncertowej).

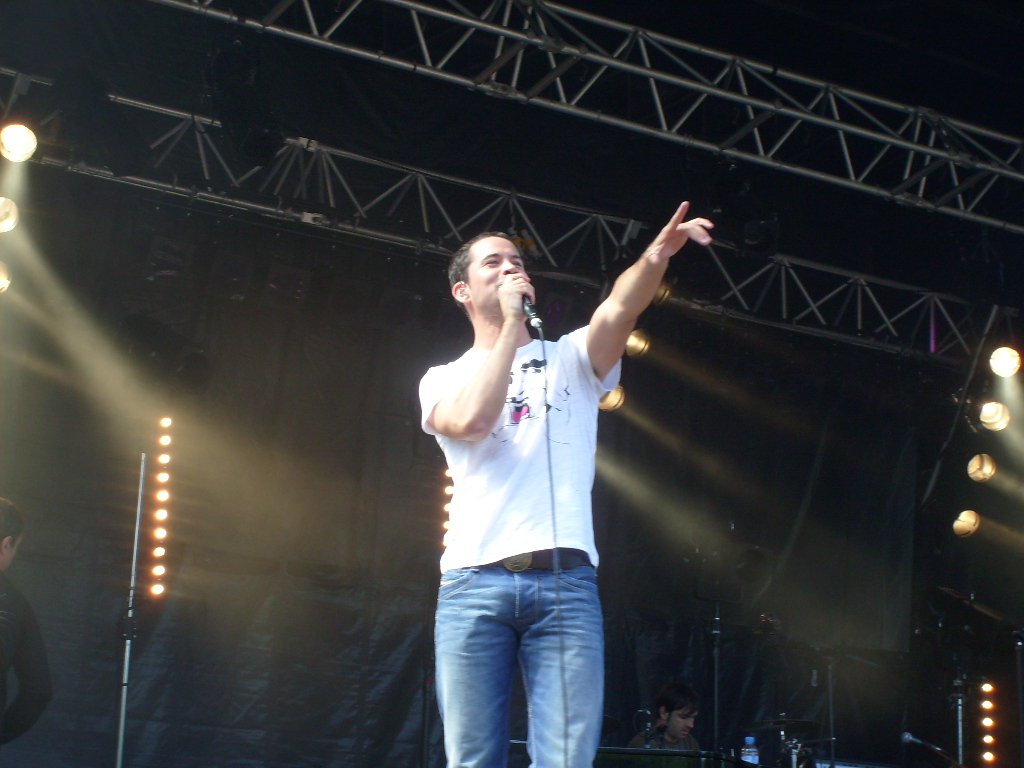
Emmanuel Moire podczas koncertu w Dunkierce, 2008

28 stycznia 2009 jego brat Nicolas zmarł po dwóch tygodniach śpiączki, potrącony przez samochód. Emmanuel zadedykował mu piosenkę „Sois tranquille” (wydaną jako singel w październiku 2012), którą wykonał na pogrzebie. 13 kwietnia 2009 wydał drugi album pt. L’Équilibre, który nagrał w stylu electro-pop. Promował go singlami: „Adulte & sexy”, „Sans dire un mot” (z czerwca 2009) i „Promis” (z października 2009).
W latach 2011–2012 wcielał się w postać mistrza ceremonii w musicalu Cabaret (2011–2012). W 2012 został członkiem formacji Les Voix de l’Enfant (Głos dziecka), powołanej na potrzeby nagrania charytatywnego singla „Je reprends ma route”, wspierającego organizację UNITAID, który ukazał się 24 września 2012. Jesienią 2012 brał udział w trzeciej edycji programu TF1 Danse avec les stars, w której zwyciężył, tańcząc w parze z Fauve Hautot. Również w 2012 wraz z Amandine Bourgeois nagrał własną interpretację piosenki „Au bout de mes rêves” z repertuaru Jeana-Jacques’a Goldmana, która znalazła się na składance pt. Génération Goldman. Płyta została wydana 19 listopada 2012 i sprzedała się w nakładzie przekraczającym 300 tys. egzemplarzy, stając się jednym z najpopularniejszych albumów roku.

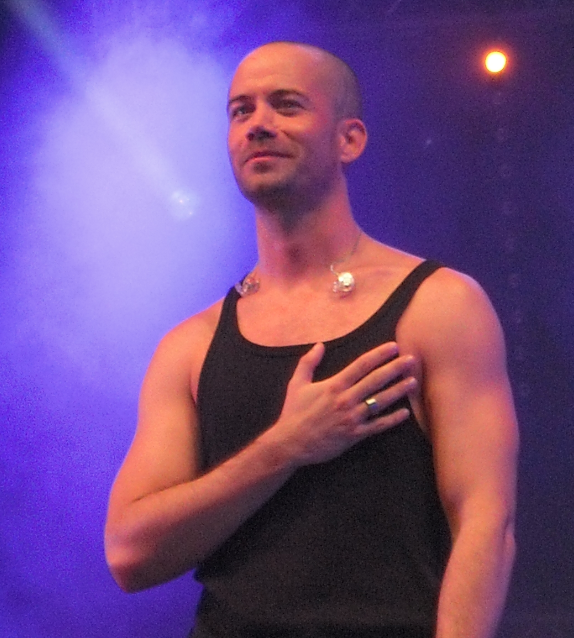
Emmanuel Moire podczas koncertu, lipiec 2010

29 kwietnia 2013 wydał swój trzeci solowy album studyjny Le chemin, który sprzedał się w nakładzie przekraczającym 300 tys. egzemplarzy. Płytę promował teledyskiem do piosenki „Beau malheur”. W lipcu wraz z kilkoma innymi wykonawcami wziął udział w nagraniu singla „Pour une vie, pour un rêve”, z którego sprzedaży dochód przekazano międzynarodowej organizacji Unitaid. Również w 2013 nagrał własną interpretację piosenki „Rien qu'un jour” z filmu animowanego Dzwonnik z Notre Dame, na potrzeby albumu pt. We Love Disney, który miał premierę 2 grudnia 2013.
W maju 2015 zaprezentował singiel „Bienvenue”, którym promował swój czwarty album studyjny La rencontre. Płytę wydał 28 sierpnia 2015. Według PurePeople, pierwsza edycja tego albumu sprzedała się w ciągu dwóch i pół miesiąca w liczbie 36 tys. egzemplarzy, a do początku 2018 – w ponad 70 tys. nakładzie.
8 stycznia 2016, trzydzieści lat po śmierci Daniela Balavoine, nakładem Capitol Records wydana została płyta z jego przebojami Balavoine(s) z hitem „Le chanteur” w wykonaniu Moire’a.
W marcu 2018 wziął udział w nagraniu utworu i wideoklipu „Sa raison d’être, 2018”, zrealizowanego w ramach akcji „Sidaction”. 6 kwietnia wydał singiel „Et si on parlait d’amour”. Pod koniec 2018 wraz z ponad 70. artystami i osobistościami nagrał utwór i teledysk „De l’Amour” dla kampanii stowarzyszenia Urgence Homophobie. 6 grudnia 2018 został ogłoszony jednym z uczestników Destination Eurovision 2019, krajowych eliminacji do 64. Konkursu Piosenki Eurowizji, do których zgłosił się z piosenką „La promesse”. Kompozycja, wraz z wykonaniem skróconej wersji utworu „Take on Me” grupy a-ha, została zaprezentowana przez wokalistę 19 stycznia 2019 w drugim półfinale selekcji i z drugiego miejsca awansowała do finału, rozgrywanego tydzień później. W finale wokalista zaprezentował skróconą wersję utworu „Euphoria” Loreen i ponownie wykonał utwór „La promesse”, który zajął ostatecznie czwarte miejsce z 115 punktami, w tym trzecie miejsce w rankingu jurorów (64 pkt) i czwarte miejsce w głosowaniu telewidzów (51 pkt).
15 lutego 2019 wydał swój piąty album studyjny Odyssée. Od 8 lipca 2021 dołączył do obsady opery mydlanej TF1 Jutro należy do nas (Demain nous appartient), gdzie wcieli się w rolę François Lehauta, nauczyciela języka francuskiego. 20 marca 2024 muzyczny film krótkometrażowy La Nuit d’Hestia (2024), do którego skomponował muzykę, znalazł się wśród 50 finalistów Festiwalu Filmowego Nikon. 12 kwietnia 2024 ukazał się singel „Sois un homme”.

## Życie prywatne
W listopadzie 2009 ujawnił w wywiadzie na łamach magazynu „Têtu”, że jest gejem. Na łamach gazety powiedział: Chcę żyć normalnie. Jestem w pokoju z samym sobą.

## Dyskografia
- (Là) où je pars (2006)
- L’Équilibre (2009)
- Le chemin (2013)
- La rencontre (2015)
- Odyssée (2019)